# Bocage angevin
Cet article possède un paronyme, voir Bocage (homonymie).
Le Bocage angevin est une région agricole française qui s'étend sur une partie de trois départements de la région des Pays de la Loire.
Cette Région Agricole (RA) est divisée en trois Petite Région Agricole (PRA) pour chacun des trois départements concernés :
- Loire-Atlantique : 47 communes (code INSEE : 44356)
- Maine-et-Loire : 91 communes (code INSEE : 49356)
- Mayenne : 71 communes (code INSEE : 53356)

Le Bocage angevin est donc à la fois le nom d'une Région Agricole (RA) ainsi que celui de trois Petites Régions Agricoles (PRA).
Ce découpage date de 1946 et permit au Commissariat général du Plan de mettre en œuvre des actions d'aménagement destinées à accélérer le développement de l'agriculture.
Les limites territoriales du Bocage angevin fut déterminée en fonction d'une même vocation agricole dominante, en outre l'élevage. Cependant, les mutations technologiques et économiques font qu'il est parfois difficile aujourd'hui de définir la vocation majeure d'une PRA.

## Le massif forestier
Le Bocage angevin est également le nom d'un massif forestier couvrant cette même région agricole :
- Loire-Atlantique : 181 877 ha de surface totale dont 14 740 ha boisés soit 8,1 % du territoire (PRA).
- Maine-et-Loire : 177 785 ha de surface totale dont 11 460 ha boisés soit 6,4 % du territoire (PRA).
- Mayenne : 87 846 ha de surface totale dont 3350 ha boisés soit 3,8 % du territoire (PRA).
- l'ensemble du massif forestier : 447 508 ha dont 29 550 ha boisés soit 6,6 % de cette Région Agricole (RA).